# Andrea Facchin
Andrea Facchin (Pádua, 20 de setembro de 1978) é um canoísta italiano especialista em provas de velocidade.

## Carreira
Foi vencedor da medalha de bronze em K-2 1000 m em Pequim 2008, junto com o seu colega de equipa Antonio Scaduto.